# Pionia
Pionia (griechisch Πιονία) war eine antike Stadt in der kleinasiatischen Landschaft Mysien bzw. Troas beim heutigen Gömeniç in der Türkei.
Die angeblich vom Herakliden Pionis gegründete Stadt lag im Landesinneren nordwestlich von Antandros. In römischer Zeit gehörte sie zum conventus (Gerichtsbezirk) von Adramyttion. Im 2./3. Jahrhundert (zwischen Hadrian und Caracalla) prägte Pionia eigene Münzen. In der Spätantike war es Sitz eines Bischofs. Auf das Bistum geht das Titularbistum Pionia der römisch-katholischen Kirche zurück.